# Unto Miettinen
Unto Olavi Miettinen, född 11 februari 1915 i Helsingfors, död där 2 oktober 1993, var en finländsk radiojournalist. 
Miettinen, som ursprungligen var verksam som plåtslagare, anslöt sig på 1930-talet till Finlands kommunistiska parti, som då verkade underjordiskt, fick politisk utbildning i Moskva och tillbringade åren 1939–1944 i fängelse eller fångläger. Han anställdes 1946 vid Finlands Rundradio, för vilken han fram till sin pensionering 1978 gjorde bland annat niohundra reportage om Sovjetunionen. Mest uppmärksammad blev hans serie om de finsk-ugriska minoriteterna, som det tog tjugo år att fullborda. Han representerade Demokratiska förbundet för Finlands folk i Finlands riksdag (DFFF) 1954–1957 och tilldelades professors titel 1977. Han utgav memoarerna Unton tarina (1980).